# Ambrogio Calepino

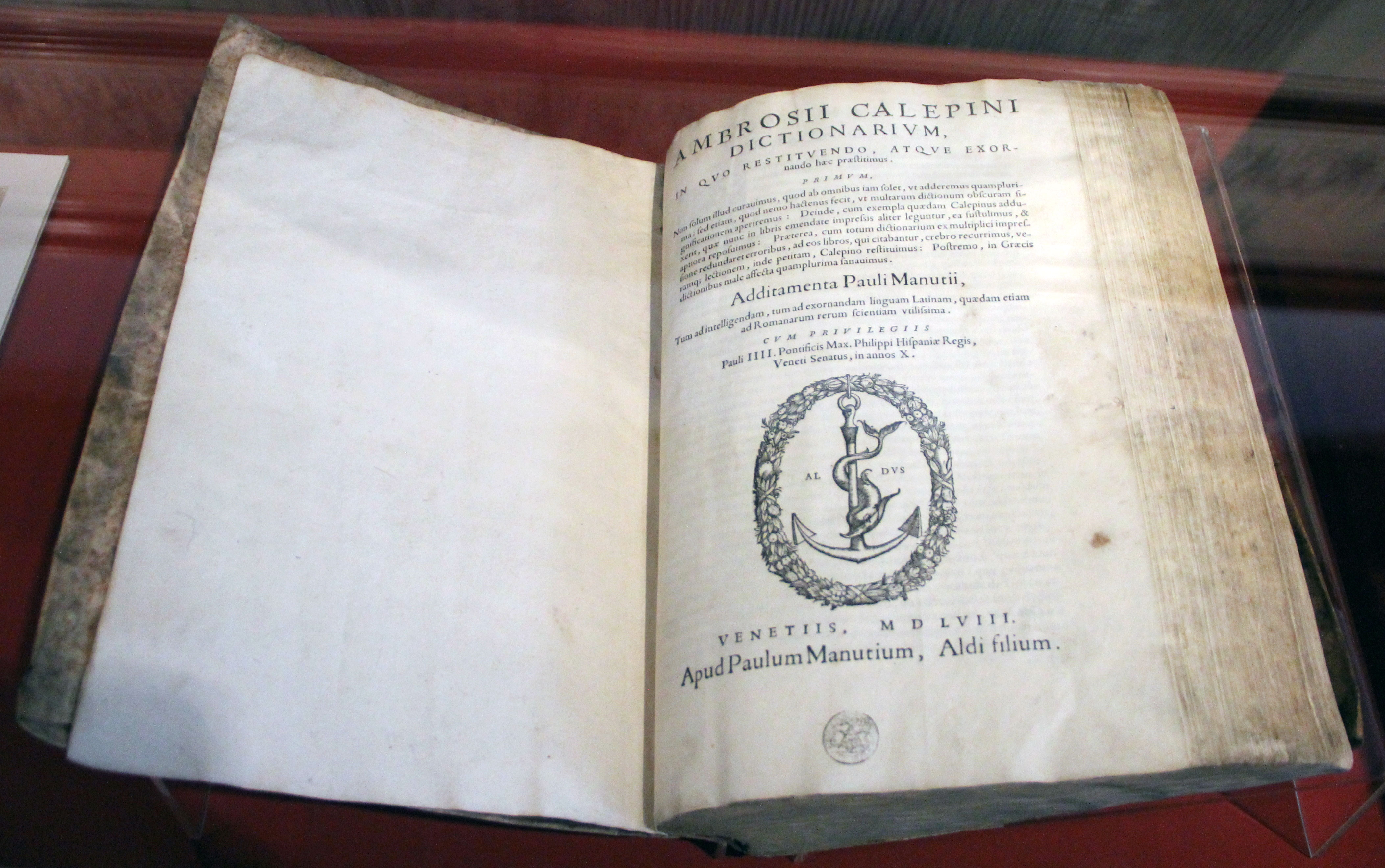
Édition de 1558 du dictionnaire de Calepin (musée Plantin-Moretus).

Ambrogio Calepio, dit Calepino (ou Ambroise Calepin en français) est un savant et religieux augustin italien (né en 1435 à Calepio près de Bergame - 1510 ou 1511).

## Biographie
Ambrogio Calepio, dit Calepino, est le fils naturel du comte de Trussardo Calepio (†1484), de la famille des comtes de Calepio, seigneur du Val Calepio. Il a été baptisé sous le nom de Giacomo. Il a été légitimé par son père en 1452 ainsi que son frère Marco.
Il est entré dans l'ordre des ermites augustiniens en 1458 sous le nom d'Ambrogio. Il a été novice à Milan, au couvent de Santa Maria Incoronata, puis a passé deux années à Mantoue, en 1461-1462, ensuite à Crémone en 1463, à Brescia en 1464-1465 avant de revenir à Crémone en 1466. Il y est ordonné prêtre. Il s'installe ensuite à Bergame où il se consacre à l'étude. Il y écrit son dictionnaire publié en 1502 par l'imprimeur de Reggio Dionigi Bertocchi sous le titre Ambrosii Calepini Bergomatis Dictionarium. Le contrat pour la première édition du dictionnaire a été passé à Bergame le 5 juin 1498. La famille Calepio s'est engagée à participer au financement de cette publication car Andrea Calepio, fils de Nicolino Calepio, neveu d'Ambrogio Calepino, a payé 160 ducats d'or à l'imprimeur. Ambrogio Calepino a commencé à travailler sur son dictionnaire avant 1487.
Ambroglio Calepino est probablement mort au début de l'année 1510 car dans une lettre datée du 31 janvier, le père Giovanni Gabriele da Martinengo écrit au procureur général de l'ordre, Giovanni Benedetto da Ferrara, en demandant de prier pour l'âme du frère Ambrogio mort récemment. Il semble qu'il était aveugle à la fin de sa vie.

## Le dictionnaire d'Ambrogio Calepino
Le dictionnaire parut pour la première fois en 1502 comme ouvrage unilingue en latin. Dans sa première édition il comportait des erreurs et des ajouts dus à l'imprimeur. L'auteur a amélioré et complété son travail publié en 1509 en y ajoutant quatre langues : hébreu, grec, latin et italien, in-folio.
Cet ouvrage a eu une vogue immense et s'est répandu dans toute l'Europe car il était aussi une encyclopédie.
Les frères du couvent de Bergame qui possédaient le manuscrit de l'œuvre d'Ambrogio Calepino ont fait imprimer une nouvelle édition en 1520, à Venise.
Le dictionnaire a été imprimé en sept langues en 1577 : latin, grec, hébreu, italien, français, espagnol et allemand.
Il en a été fait de nombreuses éditions et on y a par la suite ajouté la traduction des mots latins en dix langues (Édition de Lyon, 1586, 2 vol. in-fol.) ; elle fut retouchée et réduite par Jacopo Facciolati en 1758, 2 vol. in-fol.) ; et par Passebat, en 8 langues (Leyde, 1654, in-4 ; on cite aussi des éditions en 11 langues et les noms d'Alphonse de la Cerda et de Laurent Chifflet. Les Alde donnèrent vingt réimpressions de l'édition princeps de 1542 à 1592.
Le dictionnaire de Calepino a été publié jusqu'en 1778.

## De Calepino à calepin
Calepin est une antonomase, nom commun formé à partir du nom d'Ambrogio Calepino. En français, dès 1534, le mot calepin a désigné un dictionnaire avant de désigner au XVIIe siècle un recueil de renseignements. On voit ce mot utilisé au XVIIIe siècle par Rémond de Saint-Sauveur pour son livre L'Agenda des auteurs, ou calepin littéraire à l'usage de ceux qui veulent faire des livres (1755). Le mot ne prend son sens actuel qu'au XIXe siècle : carnet de poche sur lequel on inscrit des renseignements divers, des notes, des réflexions... en vue d'un usage personnel (CNRTL : calepin).

## Publications
- (la) Ambrosius Calepinus Bergomates professor deuotus ordinis Eremitarum sancti Augustini Dictionum latinarum e greco pariter diriuantium, 1512 (lire e, ligne)
- (la) F. Ambrosii Calepini Ordinis Eremitarum S. Augustini Dictionarium septem linguarum, hac nouissima editione a mendis expurgatum... Additamenta quoque Pauli Manutii, Apud Antonium Bortoli, Venise, 1700 (lire en ligne)
- (la) Ambrosii Calepini Dictionarium, in quo restituendo, atque exornando haec praestitimus. Additamenta Pauli Manutii, Apud Paulum Manutium, Aldi filium, 1559 (lire en ligne)
- (la) Ambrosii Calepini dictionarium, quanta maxima fide ac diligentia fieri potuit accurate emendatum multisque partibus cumulatum. Adjectae sunt latinis dictionibus, hebraea graecae, gallicae, italicae, germanicae et hispanicae. Accesserunt insignes loquendi modi lectiores etymologiae, opposita, translationes, adagia ex optimis quibusque auctoribus decerpta...   Lugduni : apud G. Rouillum, 1578.
- (la) Dictionarium Quanta Fide Ac Diligentia Accurate emendatum, & tot recèns factis accessionibus ita locupletatum, ut jam Thesaurum Linguae Latinae quilibet polliceri sibi audeat. Adjectae sunt Latinis Hebrae Graecae Gallicae Italicae Germanicae, Hispanicae, atque Anglicae ; Item Notae, quibus longae, aut breves syllabae dignoscantur. Lugduni, Sumptibus FFr. Anissoniorum, et Joannis Posuel, 1681. Ce dictionnaire polyglotte, ici en sept langues (italien, hébreu, allemand, français, espagnol, et grec), est resté pendant longtemps le meilleur travail en ce genre. L'expression « consulter son calepin » vient du fait qu'on a longtemps considéré ce lexique comme un abrégé de la science universelle.

### Source partielle
- Marie-Nicolas Bouillet  et Alexis Chassang (dir.), « Ambrogio Calepino » dans Dictionnaire universel d’histoire et de géographie, 1878 (lire sur Wikisource)